# Comté de Lincoln (Tennessee)
Pour les articles homonymes, voir Comté de Lincoln.
Le comté de Lincoln est un comté de l'État du Tennessee, aux États-Unis. Son siège est situé à Fayetteville et sa population était de 31 340 habitants.